# Covinha

Covinha ou gelasina (do Latim gelasinus) é uma marca na pele que aparece normalmente no queixo e nas bochechas de uma pessoa especialmente quando sorri. Covinhas são formadas por fibras que se ligam em certos pontos mais superficiais da pele e a puxam para dentro como o movimento dos músculos. São geralmente hereditárias como traço dominante mas podem surgir de acidentes, cirurgias ou infecções cutâneas como a acne.